# 키 사운즈 레이블
키 사운즈 레이블(Key Sounds Label, キー・サウンズ・レーベル)은 게임 브랜드 Key의 자사 라벨. KSL의 약칭이 이용되기도 한다. 제품 번호는 " KSLA- "로부터 시작된다.
드라마 CD를 제외하면, 거의 모든 악곡이 Key로 제작된 게임과 그 게임을 원작으로 하는 TV 애니메이션의 주제가, 삽입가, 이미지 송, BGM 및 그것들의 어레인지·리믹스이다.
일본 음악 저작권 협회(JASRAC)와의 사이에 저작권 관리 위탁계약을 체결하고 있지 않다.
인디즈 라벨인 키 사운즈 레이블이 판매하는 CD는 소프트웨어 취급이 되고 있기 때문에, 일반 CD점포에서의 판매는 일부에 한정되어 애니메이션 소프트·컴퓨터 소프트 취급점에서의 판매가 주가 된다. 하지만 대책으로서 동일한 CD를 키 사운즈 레이블과 다른 브랜드로부터 발매하기도 한다. 포니 캐니온에서 판매되는 작품은 음악 CD로서 소프트웨어 CD를 판매하지 않는 일반 CD점포에서도 구입을 할 수 있다. 최근에는, iTunes Store에서 「Key Sound Team」명의로, 일부 악곡의 온라인 판매를 개시하였다.

## 관련 아티스트
- eufonius
- 아야나 (彩菜)
- 리타
- 리아 - 퀸스 레이블의 활동도 하고 있다.

## 디스코그라피
- WORK-S / Humanity... (KSLA-0001, 2001/08/10 발매)
- KEY+LIA　Natukage / nostalgia (KSLA-0002, 2001/08/10 발매)
- Kanon arrange best album “recollections” (KSLA-0003, 2002/11/29 발매)
- AIR ORIGINAL SOUNDTRACK (KSLA-0004-0005, 2002/09/27 발매)
- Kanon ORIGINAL SOUNDTRACK (KSLA-0006, 2002/10/25 발매)
- KEY+LIA　Birthday Song,Requiem (KSLA-0007, 2002/12/28 발매)
- KEY+LIA　Spica/Hanabi/Moon (KSLA-0008, 2003/08/15 발매)
- CLANNAD イメージボーカルアルバム “ソララド” (KSLA-0009, 2003/12/28 발매)
- Kanon・AIR Piano Arrange Album “Re-feel” (KSLA-0010, 2003/12/28 발매)
- CLANNAD arrange album “MABINOGI” (KSLA-0011、2004/04/28 발매, CLANNAD 초회한정판에만 봉입）
- CLANNAD ORIGINAL SOUNDTRACK （KSLA0012-0014, 2004/08/13 발매)
- CLANNAD イメージボーカルアルバム “ソララドアペンド” (KSLA-0015, 2004/12/29 발매)
- CLANNAD remix album “memento” (KSLA-0016-0017, 2004/12/29 발매)
- KEY Compilation Mini Album “Ma-Na” (KSLA-0018, 2005/08/12 발매)
- Love Song （KSLA-0019、2005/08/31 발매)
- 智代アフター ORIGINAL SOUNDTRACK (KSLA-0020, 2005/11/25 발매, 토모요 애프터 초회한정판에 수록되었으나, 2007년 4월 이후 일반판매.)
- CLANNAD/Tomoyo After Piano Arrange Album “ピアノの森”(KSLA-0021, 2005/12/29 발매)
- AIR アナログコレクターズエディション "鳥の詩／Farewell song" (KSLA-0022、2006/05/03 발매, 이벤트 한정상품）
- OTSU Club Music Compilation Vol.1 (KSLA-0023-0024, 2006/06/23 발매)
- planetarian Original SoundTrack (KSLA-0025, 2006/12/28 발매)
- Last regrets / 風の辿り着く場所 (KSLA-0026, 2006/12/28 발매)
- planetarian ドラマCD "a snow globe" (KSLA-0027, 2007/05/25 발매)
- リトルバスターズ! (KSLA-0028, 2007/05/25 발매)
- planetarian ドラマCD 第二章 "エルサレム" (KSLA-0029, 2007/07/27 발매)
- planetarian ドラマCD 最終章 "星の人" (KSLA-0030-0031, 2007/07/27 발매)
- semicrystalline. Little Busters! original arrange album. (KSLA-0032, 2007/07/27 발매, 리틀 버스터즈 초회한정판에만 봉입）
- リトルバスターズ! ORIGINAL SOUNDTRACK (KSLA-0033-0035, 2007/08/17 발매)
- メグメル 〜cuckool mix 2007〜/だんご大家族 (KSLA-0036, 2007/10/26 발매)
- リトバスアレンジアルバム Rockstar Busters! (KSLA-0037, 2007/12/29 발매)
- 鈴の密かな恋の唄 / Mission:Love sniper (KSLA-0038, 2007/12/29 발매)
- OTSU Club Music Compilation Vol.2 (KSLA-0039-0040, 2008/02/29 발매)
- リトルバスターズ! アナログコレクターズエディション "Little Busters!／遥か彼方／Alicemagic"(KSLA-0041, 2008/05/04 발매)
- ontology Little Busters! - EX Arrange Album (KSLA-0042, 2008/07/25 발매, 리틀 버스터즈! 엑스터시 초회한정판에만 봉입）
- リトルバスターズ! エクスタシートラックス (KSLA-0043, 2008/08/15 발매)
- 時を刻む唄/TORCH （KSLA-0044, 2008/11/14 발매)
- KSL Live World 2008 ～Way to the LittleBusters! EX～ (KSLA-0045-0046, 2008/12/28 발매)
- 沙耶の眠れるレクイエム / Saya's Song (KSLA-0047, 2009/02/28 발매)

## 같이 보기
- I've
- 퀸스 레이블